# Војни округ
Војни округ је оперативно-стратешка команда тј. дио територије државе на коме су све војне формације, војно-наставни заводи и војне установе обједињени под једном командом.
Подјела територије државе на војне округе је присутна у многим државама и имају за циљ што успјешније припремање за рат, лакше вођење борбених дејстава и бољу сарадњу међу штабовима и војним установама.
Војни окрузи могу бити погранични и унутрашњи и обично добијају име по називима градова гдје се налази њихово сједиште. У неким земљама се означавају по бројевима. Војни окрузи се даље дијеле на гарнизоне. На челу војног округа се налази командант, непосредно потчињен министру одбране.